# Provinciale Intercommunale Drinkwatermaatschappij der Provincie Antwerpen
De Provinciale Intercommunale Drinkwatermaatschappij der Provincie Antwerpen (afgekort tot PIDPA of Pidpa) is een producent en distributeur van drinkwater in de provincie Antwerpen. Het bedrijf werd in 1913 opgericht als een samenwerkingsverband tussen het provinciebestuur en een aantal gemeenten. 

## Voorgeschiedenis
PIDPA kwam kort voor de Eerste Wereldoorlog voort uit de bezorgdheid van graaf Ferdinand de Baillet-Latour, toenmalig gouverneur van de provincie Antwerpen. Tot dan moesten de meeste mensen uit de provincie, met uitzondering van die in Antwerpen en Turnhout, zich nog behelpen met water uit putten en beken. Behalve het ongemak was er ook een gevaar voor de volksgezondheid. Bij eerdere epidemieën van tyfus en cholera, onder meer in Londen en Antwerpen, was al duidelijk geworden dat een goede hygiëne en dus drinkwater van goede kwaliteit, dit soort ziektes kon tegengaan. Daarom werd de Provinciale Commissie voor de Wateren opgericht. Deze commissie startte een onderzoek dat moest nagaan hoe een waterleidingennet kon worden aangelegd.

## Geschiedenis

### Van de oprichting tot de oorlog
Op 14 juli 1913 ontstond uit deze commissie de 'Provinciale en Intercommunale Drinkwatermaatschappij der Provincie Antwerpen', kortweg PIDPA. Vijfendertig gemeenten ondertekenden met het provinciebestuur de stichtingsakte.  
Na een grondige hydrogeologische studie van de ondergrond van de provincie Antwerpen, bleek dat deze in de noordoostelijke helft voldoende grondwater bevatte om aan de drinkwaterbehoeften te voldoen. Er werd besloten verschillende winningen te bouwen, verspreid over dit gebied. In 1935 werd het eerste PIDPA-net aangelegd in Boom. In dezelfde periode werd een overeenkomst met de Antwerpse Waterwerken afgesloten voor de levering van water. 
De eerste volledige PIDPA-distributie startte in 1938 in Herentals. Daarna werden nog vier nieuwe netten aangelegd in Hemiksem, Brasschaat, Kapellen en Rumst. Tijdens de oorlog werd een nieuw net in gebruik genomen te Duffel.

### Na de bevrijding

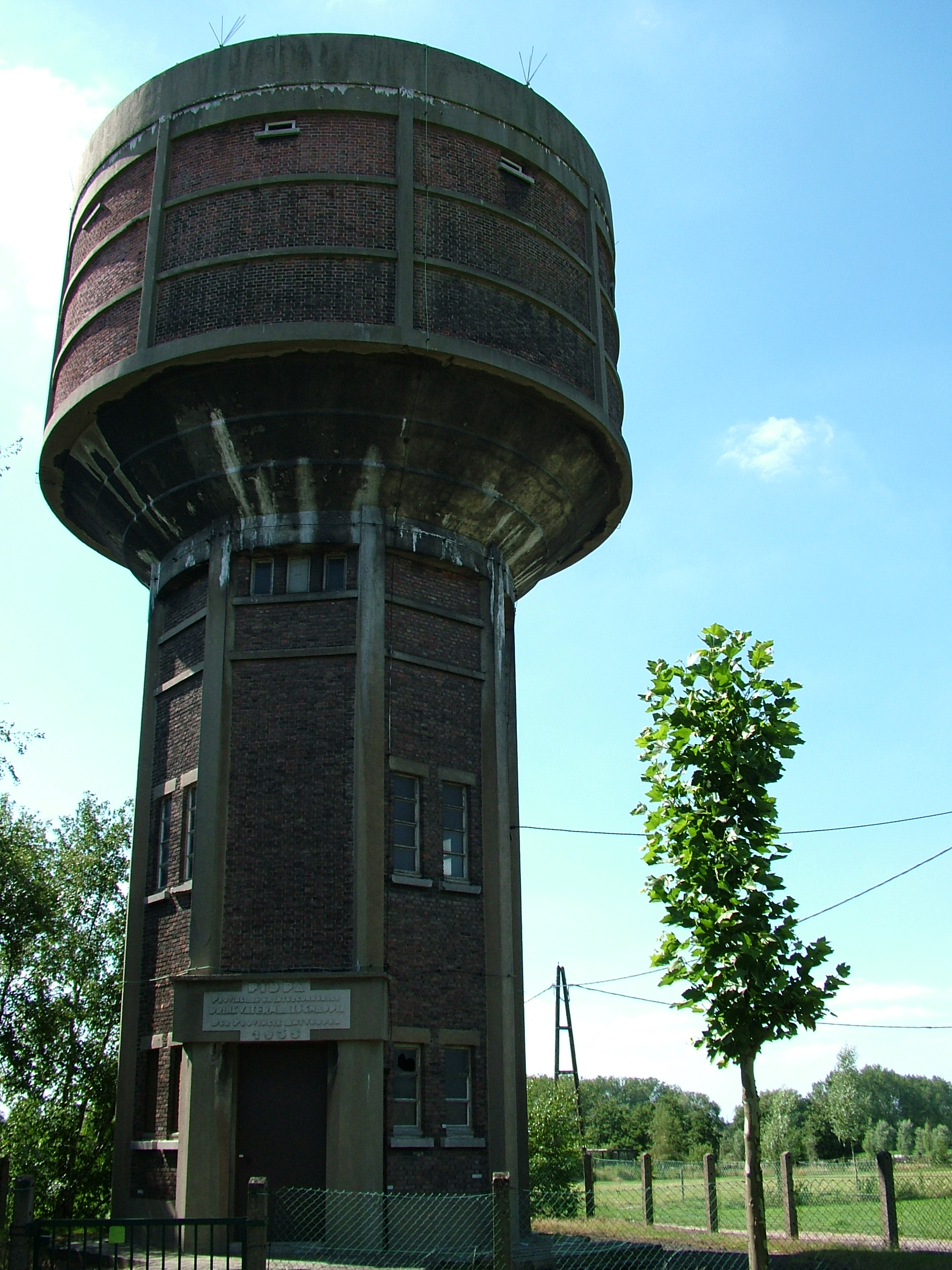
PIDPA-watertoren te Boom

Na de bevrijding traden steeds meer gemeenten toe tot PIDPA. In de jaren vijftig werd er een recordaantal nieuwe netten aangelegd. Tussen 1950 en 1960 vervijfvoudigde het aantal abonnees tot 70.000.
In 1955 richtte de PIDPA vier gewestkantoren op in Boom, Brasschaat, Geel en Lier. Er werd een eigen gebouw ingericht als hoofdkantoor in het Rivierenhof te Deurne. In 1964 werd er een groter hoofdkantoor gebouwd aan de Desguinlei te Antwerpen.  

### De uitbreiding van de jaren zeventig en later
In de jaren zeventig kende PIDPA een sterke uitbreiding. In 1976 bouwde de intercommunale 14 gemeentelijke netten uit. In 1980 sloot de stad Mechelen, die sinds de jaren dertig een eigen net had uitgebouwd, opnieuw aan. 
Samen met de uitbreiding van het aantal abonnees en het leidingennet, werden er extra plaatselijke kantoren geopend in Turnhout en Mechelen. Er kwam ook een exploitatiecentrum in Grobbendonk bij. 
In 1982 overschreed het aantal klanten de kaap van 300.000. Op 1 juli 1995 werd het waterleidingnet van de stad Turnhout overgenomen én werd de 400.000e klant gevierd. Eind 2021 telt PIDPA 580.000 klanten.

### Beheer rioleringsinfrastructuur
Sinds 2005 is Pidpa actief in het beheer van regen- en afvalwaterinfrastructuur.  In 2014 maken 34 steden en gemeenten uit de provincie Antwerpen gebruik van deze diensten.

### Sensibilisering
Elk waterbedrijf probeert haar klanten te sensibiliseren rond een rationeel watergebruik.  Hiervoor opende Pidpa in 2003 Hidrodoe, een interactief waterDOEcentrum in Herentals.

### Voorzitters
- Graaf Ferdinand de Baillet-Latour: van 14 juli 1913 tot 1 mei 1925
- Baron Georges Holvoet: van 22 mei 1925 tot 1946
- Richard Declerck: van 20 mei 1946 tot 20 juli 1967
- Andries Kinsbergen: van 20 juli 1967 tot 21 juni 1989
- Vic Van Eetvelt: van 21 juni 1989 tot 19 juni 2001
- Ludo Helsen: van 25 juni 2001 tot 19 november 2001
- Eddy Huyghe: van 19 november 2001 tot 18 december 2017
- Mieke Van den Brande: van 18 december 2017 tot heden

## Huidige situatie
PIDPA gebruikt grondwater als bron voor het drinkwater, waarmee het meer dan 1 miljoen inwoners in de provincie Antwerpen voorziet. Het distributienet bestaat in 2023 uit 11 waterproductiecentra, 42 watertorens, 22 opjaagstations en 13.000 km leidingnet.
Het bedrijf behoort tot het vijftal Vlaamse waterleidingbedrijven, overkoepeld door AquaFlanders. PIDPA behoort tot de top drie van die bedrijven. Vanaf mei 2018 gingen PIDPA en het Antwerpse water-link een verregaande samenwerking aan, en op 5 oktober 2021 kondigden beide hun intentie aan te fuseren. Op 13 september 2023 werd aangekondigd dat vanaf 1 januari 2024 deze bedrijven zouden fuseren onder de naam Adelta, maar eind november stopte Pidpa de gesprekken.